# Commando Duck
Commando Duck è un film del 1944, diretto da Jack King. È un cortometraggio animato della serie Donald Duck, prodotto dalla Walt Disney Productions e uscito negli Stati Uniti il 2 giugno 1944, distribuito dalla RKO Radio Pictures.

## Trama
A Paperino viene ordinato di radere al suolo un campo d'aviazione giapponese. Paracadutatosi da un aereo, atterra in una foresta giapponese, dove usa una canoa gonfiabile per attraversare il fiume. Dopo aver schivato gli spari dei soldati giapponesi, la canoa con su Paperino precipita giù da una cascata e si incastra in un ramo, riempiendosi d'acqua. Paperino fugge nel letto del fiume senz'acqua e si assicura che la canoa non colpisca nulla che possa bucarla, ma ben presto si buca, provocando una piena. Paperino continua a correre, finché arriva al bordo di una rupe, dove vede il campo di aviazione nemico. Dopo essersi messo in salvo per pura fortuna, Paperino assiste alla grande quantità d'acqua che colpisce il campo d'aviazione, distruggendo tutti gli aeroplani al suo corso. Paperino compie così la sua missione.

## Distribuzione

### Edizione italiana
L'unica edizione italiana del corto venne inclusa nella VHS Paperino marmittone, della primavera del 1986. Essa presentava tagli per più di un minuto, volti a censurare quasi tutte le scene in cui appaiono i giapponesi. Per lo stesso motivo il corto è stato invece completamente eliminato dalle edizioni del DVD Walt Disney Treasures: Semplicemente Paperino - Vol. 2 distribuite in Giappone ed Europa, rimanendo così inedito in Italia nella sua forma integrale.

### Edizioni home video

#### VHS
L'unica VHS in cui venne incluso il cortometraggio fu Paperino marmittone, uscita nella primavera del 1986. Il film venne doppiato per l'occasione, e presentato con pesanti censure.